# Ugia amaponda
Ugia amaponda är en fjärilsart som beskrevs av Felder 1874. Ugia amaponda ingår i släktet Ugia och familjen nattflyn. Inga underarter finns listade i Catalogue of Life.